# NGC 2080
NGC 2080は、かじき座30番星の南側にある星形成領域、輝線星雲である。銀河系の伴銀河である大マゼラン雲の中に位置し、約16万8000光年離れている。1834年にウィリアム・ハーシェルにより発見された。直径は約50光年で、離れた位置に2つの白い斑点があることからこれを「おばけの目」になぞらえて、英語ではGhost Head Nebulaともいう。西側のものはA1と呼ばれ、若く重い恒星を含む恒星風バブルが中心にある。東側のものはA2と呼ばれ、新しく形成された星団にいくつかの若い恒星を含むが、今はまだ起源となった塵の雲に隠されている。どちらの塵の雲も恒星からの放射で消散しておらず、どちらも形成から1万年以内であると推測されている。これらの恒星は、恒星風と呼ばれる物質を外側に吹き出し、星雲内に恒星風バブルを作っている。
恒星の存在は、星雲の色にも大きな影響を与えている。星雲の西側は、周縁部に強力な恒星があるため、二階電離酸素輝線が支配的で、その色は緑色である。星雲の残りの部分は、水素の電離のため、赤色に見える。中央部では水素と酸素の両方が電離しているため、淡い黄色に見える。A1やA2の周辺領域等で、水素が第二波長の光を放出するのに十分なエネルギーを与えられると、青色に見える。
英語で似た名前の星雲にGhost Nebula (Sh2-136)やLittle Ghost Nebula (NGC 6369)があり、注意が必要である。